# عصوية ذهبية وانجوية
عصوية ذهبية وانجوية (الاسم العلمي: Chryseobacterium wanjuense) هي نوع من البكتيريا، سلبية الغرام، تتبع جنس عصوية ذهبية.